# Manuel Moral Mozas
Manuel Moral Mozas (Torredelcampo, Jaén, España, 1 de enero de 1908 - ibidem, 25 de marzo de 1989) fue un pintor español, especializado en el arte naïf. También se dedicó a la escultura, carpintería, música y novela. Impulsó la creación del Museo internacional de Arte Naïf de Jaén, el cual recibe su nombre. Su hijo es el también artista Juan Moral.

## Biografía
Acudió a la escuela hasta los siete años. A esta edad, ya fue empleado en una panadería, por lo que recibió el apodo de "El Hornerillo", heredado también de su padre. Después fue aprendiz de carpintería, oficio que ejerció desde los 14 hasta los 69 años. 
Por otra parte, también perteneció a la banda municipal de música de su pueblo, hizo esculturas y escribió tres novelas cortas: "Calumnias sin venganza", "Regeneración" y "Cambio en la cárcel", además del sainetillo "El testarudo".

## Obras
Cuando en 1977, con 69 años, Manuel Moral, obligado por su familia, dejó su oficio y, para combatir la inactividad, comenzó a pintar. En ese mismo año inauguró su primera exposición, en la que vendió las 47 obras expuestas, consiguiendo dos millones de pesetas. Con más de 70 años, en los momentos de mayor inspiración, pintaba entre 15 y 16 horas diarias.
Especialistas indican que Manuel Moral es el prototipo de artista naïf puro, ya que se trata de un autor sin estudios de pintura, procedente de un ambiente de escasos recursos, que refleja en su obra la vida cotidiana. Debido a la falta de estudios, Moral usa una perspectiva distorsionada, estructuras y personajes esquemáticos y un vivo uso del color, característicos de la pintura naïf.
En una entrevista de 1988, declara:

Yo jamás he cursado estudios de pintura, y ni mucho menos, cuando comencé a pintar mis primeros cuadros, podía sospechar que eso era naïf.
Manuel Moral

Sus cuadros plasman campos de largas hileras de olivos, amplios cielos siempre despejados. El paisaje se divide en pequeñas colinas o tierras, con tramas de olivos, surcadas por caminos de campo y carreteras. Se muestra la vida y el trabajo de la campiña: personajes labrando, animales, viviendas diseminadas, pueblos blancos en la lejanía. Predominan los tonos verdes y ocres. Su contemplación invita al sosiego.
Varias de sus obras de arte se exponen en el Museo Internacional de Arte Naïf de Jaén, en una sala especialmente dedicada a él. De hecho, fue el legado de su obra el que inició la creación de este museo, único en España, dedicado a este estilo. Además, Moral expuso sus trabajos de pintura naïf en Jaén, Madrid, Barcelona, París, Nueva York y otros lugares, ganando fama.

## Reconocimientos
- Calle dedicada en Torredelcampo, desde el 17 de mayo de 1979
- Hijo predilecto de Torredelcampo el 10 de junio de 1984
- Monumento en Torredelcampo, realizado por su hijo el escultor Juan Moral
- El Museo Internacional de Arte Naïf de la ciudad de Jaén recibe su nombre, que además le dedica una sala[5]